# M6 (Mike + The Mechanics)
M6 è un album della band britannica Mike + The Mechanics, pubblicato nel 1999.
L'album, con il titolo derivante da una sigla, atta ad indicare che è il sesto album della band, viene ricordato dai fans, in quanto è stata l'ultima occasione per ascoltare la voce dell'artista Paul Young, scomparso nell'estate 2000 per attacco cardiaco.

## Il disco
Viene da considerarlo il più commerciale del gruppo con 13 brani melodici, di breve durata (4' e 47" al massimo). I tre componenti (Mike Rutherford, Paul Carrack e Paul Young) suonano tutti gli strumenti (col solo aiuto di Gary Wallis alla batteria). Paul Carrack diventa leader cantando 8 canzoni su 13, scrivendone 6 in coppia con Mike Rutherford e 2 con Mike e Young. Il risultato è un album di facile ascolto ma senza una vera canzone leader. Fa un timido esordio l'elettronica nel brano Now that you've gone. Poco presenti anche gli assoli di chitarra (in What will you do, If only e Always listen to your heart) mentre in All the light I need l'assolo è di tastiera ma è molto elementare. Un brano da menzionare è When I get over you l'unico scritto da Mike e Christopher Neil, veloce, con archi e strutturato diversamente (2 strofe, bridge, ritornello lento, bridge, ritornello lento ed infine strofa che sfuma).

## Tracce
1. Whenever I Stop (Mike Rutherford, Paul Carrack) – 3:38
2. Now That You've Gone (Mike Rutherford, Paul Carrack) – 4:47
3. Ordinary Girl (Mike Rutherford, Paul Carrack, Paul Young) – 3:50
4. All the Light I Need (Mike Rutherford, BA Robertson) – 4:36
5. What Will You Do (Mike Rutherford, BA Robertson) – 3:15
6. My Little Island (Mike Rutherford, BA Robertson) – 4:05
7. Open Up (Mike Rutherford, Paul Carrack) – 4:04
8. When I Get Over You (Mike Rutherford, Christopher Neil) – 4:10
9. If Only (Mike Rutherford, Paul Carrack) – 4:42
10. Asking (For the Last Time) (Mike Rutherford, Paul Carrack) – 4:16
11. Always Listen to Your Heart (Mike Rutherford, Paul Carrack, Paul Young) – 4:16
12. Did You See Me Coming (Mike Rutherford, Paul Carrack) – 4:04
13. Look Across at Dreamland (Mike Rutherford, BA Robertson) – 4:14

## Formazione
Gruppo
- Mike Rutherford, chitarra, basso
- Paul Carrack, voce (nei brani 1, 2, 4, 5, 7, 9, 10, 12), tastiere, chitarra, batteria
- Paul Young, voce (nei brani 3, 6, 8, 11, 13), percussioni
- Gary Wallis, batteria

## Altri musicisti
- Sharon Wolf, voce

## Produzione
- Mike Rutherford: brani 1, 3, 9
- Mark Taylor e Brian Rawling: brano 2
- Mike Rutherford e Christopher Neil: brani 4, 8, 13
- Mike Rutherford, Nick Davis e Matthew Vaughan: brani 5, 7, 11
- Mike Rutherford e Nick Davis: brani 6, 10, 12